# Новий Славошев
Новий Славошев (пол. Nowy Sławoszew) — село в Польщі, у гміні Дашина Ленчицького повіту Лодзинського воєводства.
Населення — 130 осіб (2011).
У 1975-1998 роках село належало до Плоцького воєводства.

## Демографія
Демографічна структура станом на 31 березня 2011 року:
|          | Загалом | Допрацездатний вік | Працездатний вік | Постпрацездатний вік |
| -------- | ------- | ------------------ | ---------------- | -------------------- |
| Чоловіки | 68      | 15                 | 48               | 5                    |
| Жінки    | 62      | 13                 | 36               | 13                   |
| Разом    | 130     | 28                 | 84               | 18                   |